# Caterina Picasso
Caterina Picasso (Genova, 1907 – Genova, 21 agosto 1996) è stata una brigatista italiana.

## Biografia
Nasce nel 1907 da una famiglia contadina. Quasi analfabeta e vicina al Partito Comunista Italiano, se ne distanziò nel dopoguerra e aderì alla sinistra extraparlamentare. Non ebbe figli, e parte della sua vita la passò accanto al marito malato di tubercolosi; quando questo morì, rimase sola. Conobbe Riccardo Dura in seguito ad un annuncio per affittare la propria casa: Dura fu quello che offrì più di tutti. Disse poi di aver trovato il brigatista simpatico e affettuoso.
Il 2 ottobre 1980 la DIGOS fece irruzione nella sua casa in via Zella 11/2 a Rivarolo Ligure, ritenuto secondo covo per importanza delle BR dopo quello di via Fracchia, all'interno dell'appartamento la DIGOS trovò un mitra Sterling con cinque caricatori oltre a un centinaio di caricatori, un fucile di precisione, quattro pistole, quattro bombe a mano, due bombe anticarro, un ordigno incendiario, 100 grammi di clorato di potassio, 400 grammi di nitroglicerina, un ciclostile, una macchina da scrivere IBM a testina rotante, una macchina per fabbricare targhe d'auto, apparecchi radio trasmittenti sintonizzati sulle frequenze di carabinieri e polizia, tre milioni di lire in contanti e documenti falsi; inoltre nella sua casa aveva ospitato i brigatisti Riccardo Dura, Fulvia Miglietta, Francesco Lo Bianco e Rocco Micaletto che erano stati coinvolti in varie azioni terroristiche.
Condannata a quattro anni di carcere per banda armata alla fine rimase in carcere 2 anni e quattro mesi, scontò la pena nel carcere di Marassi e uscì il 7 maggio 1983, dalla sua cella espose una rudimentale bandiera rossa cucita con pezzi di stoffa.
In seguito venne condannata dalla Corte d'Appello di Milano su rinvio della Cassazione a cinque anni e otto mesi di reclusione e venne nuovamente condotta in carcere, questa volta nel penitenziario milanese di San Vittore, il 25 gennaio 1986; all'anziana non furono concessi gli arresti domiciliari in quanto ritenuta "socialmente pericolosa"..
Dopo essere tornata a vivere in via Zella, morì sola a 89 anni il 21 agosto 1996 nella casa di riposo Istituto Doria nel quartiere di Struppa. Il funerale si svolse dopo quattro giorni con solo tre persone presenti: due amiche e un lontano cugino.

### Annotazioni
1. ↑  "Io ho fatto la seconda elementare. Non so scrivere... Non sono cattiva. Amo gli animali, la natura. Ma gli uomini nella stragrande maggioranza sono cattivi. La vita è cattiva. Ecco perché sono diventata brigatista rossa." - Intervista a Caterina Picasso su 'La Stampa del 13 maggio 1983 pag. 7